# Roca del Santo Cáliz
La Roca del Santo Cáliz es una de las rocas de las festividades del Corpus Christi de la ciudad de Valencia.

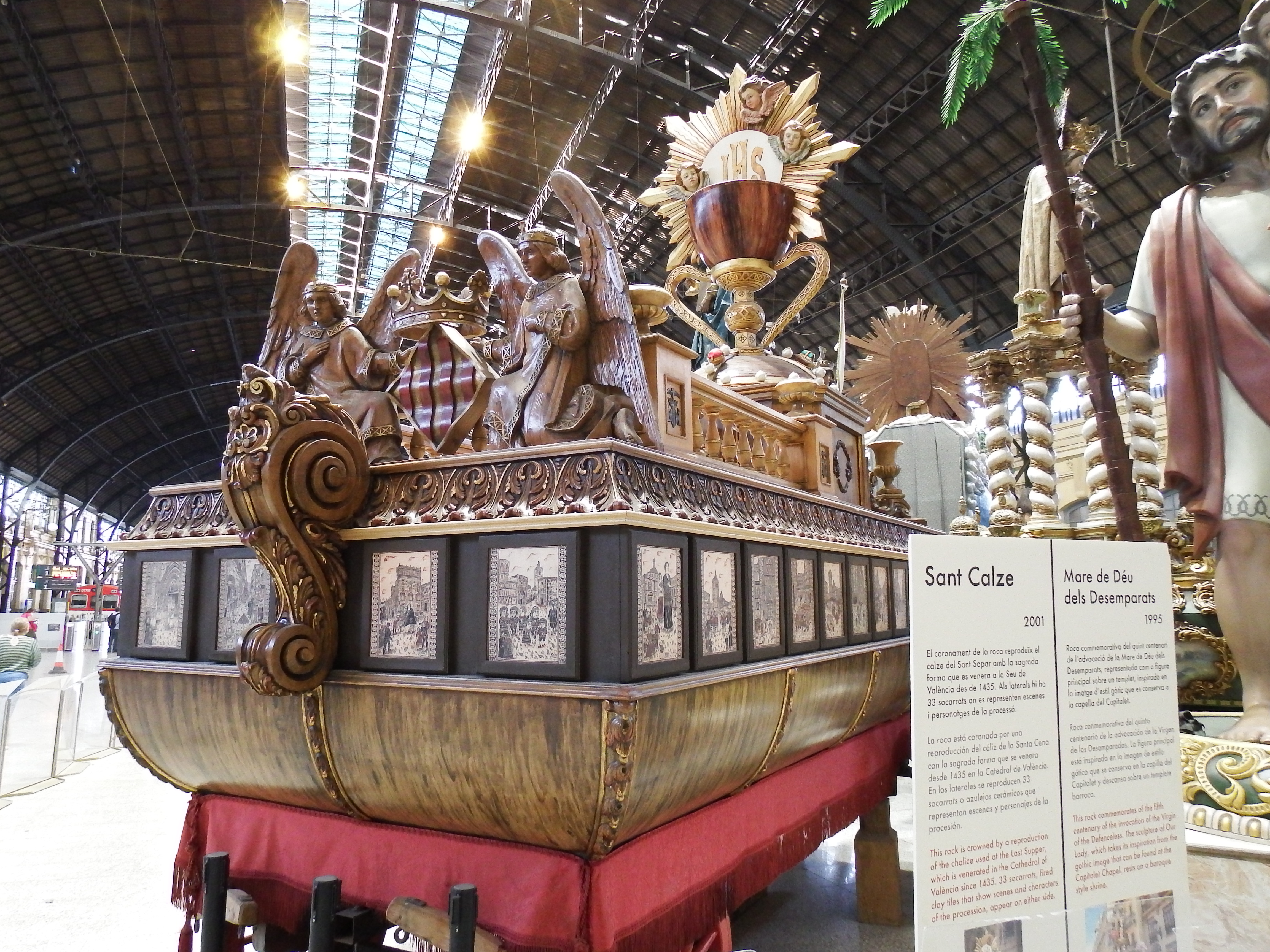
La roca en la Estación del Norte (2022)

## Descripción
El chasis mide dos metros de ancho por cuatro de largo.
Con la figura principal -un cáliz de 1,7 metros de altura, copia del de la Catedral de Valencia, sobre un pedestal- situada detrás, la composición general de la roca es la tradicional, presentando como principal innovación la decoración con 33 socarratts obra de Felicidad Mota, hechos en Manises y que representan a todos los personajes y figurantes de la Procesión del Corpus. Estos representan a personajes bíblicos de la procesión y la reproducción de la Santa Cena de Juan de Juanes.

## Historia
Vicente Marín realizó el boceto de la roca en 1996. Fue construida en 2001 por iniciativa de la asociación Amics del Corpus de Ciudad de Valencia. El coste fue de 20 millones de pesetas, provenientes de donativos. Recibieron el apoyo de diversas personas, empresas e instituciones. Para la fiesta de 2001 ya desfiló.
Fue transportada hasta Roma en un tráiler para recibir la bendición del papa Juan Pablo iI.